# Найджъл де Йонг
Найджъл де Йонг (собственото име на английски, фамилията на нидерландски: Nigel de Jong) е холандски футболист, роден на 30 ноември 1984 в Амстердам, Холандия. Той е син на Джери де Йонг, бивш футболист на АЗ Алкмаар, СК Хееренвеен, ПСВ Айндховен и др.

## Кариера
Де Йонг дебютира в професионалния футбол с екипа на Аякс Амстердам на 19 октомври 2002 в мача срещу АЗ Алкмаар, завършил 6:2 и бърза става любимец на феновете. През януари 2006 г. преминава в Хамбургер ШФ срещу 1,5 милиона евро. Договорът му е до 2010 г. На 4 март 2006 отбелязва победния гол за 2:1 в мача срещу Байерн Мюнхен, с който Хамбургер нанася първо поражение на Байерн на новия им стадион Алианц Арена. През лятото на 2006 вкарва решаващ гол в мача от третия предварителен кръг на Шампионската лига срещу Осасуна и праща Хамбургер в групите на турнира.
На 31 март 2004 изиграва първия си мач за Холандия – това е приятелската среща срещу Франция. Пропуска Световното през 2006 заради контузия в коляното. Де Йонг е сред 23-мата избраници на Марко ван Бастен за Евро 2008.

## Успехи
Манчестър Сити
- ФА Къп (2011)
- Висша лига (2012)

Аякс Амстердам
- 1х Шампион на Холандия: 2004
- 1х Носител на Суперкупата на Холандия: 2005

Хамбургер ШФ
- 1х Носител на Купа Интертото: 2007

## Любопитно
- Любими спортисти: Майкъл Джордан, Мохамед Али
- Хобита: баскетбол и уличен футбол